# Fläkt örn

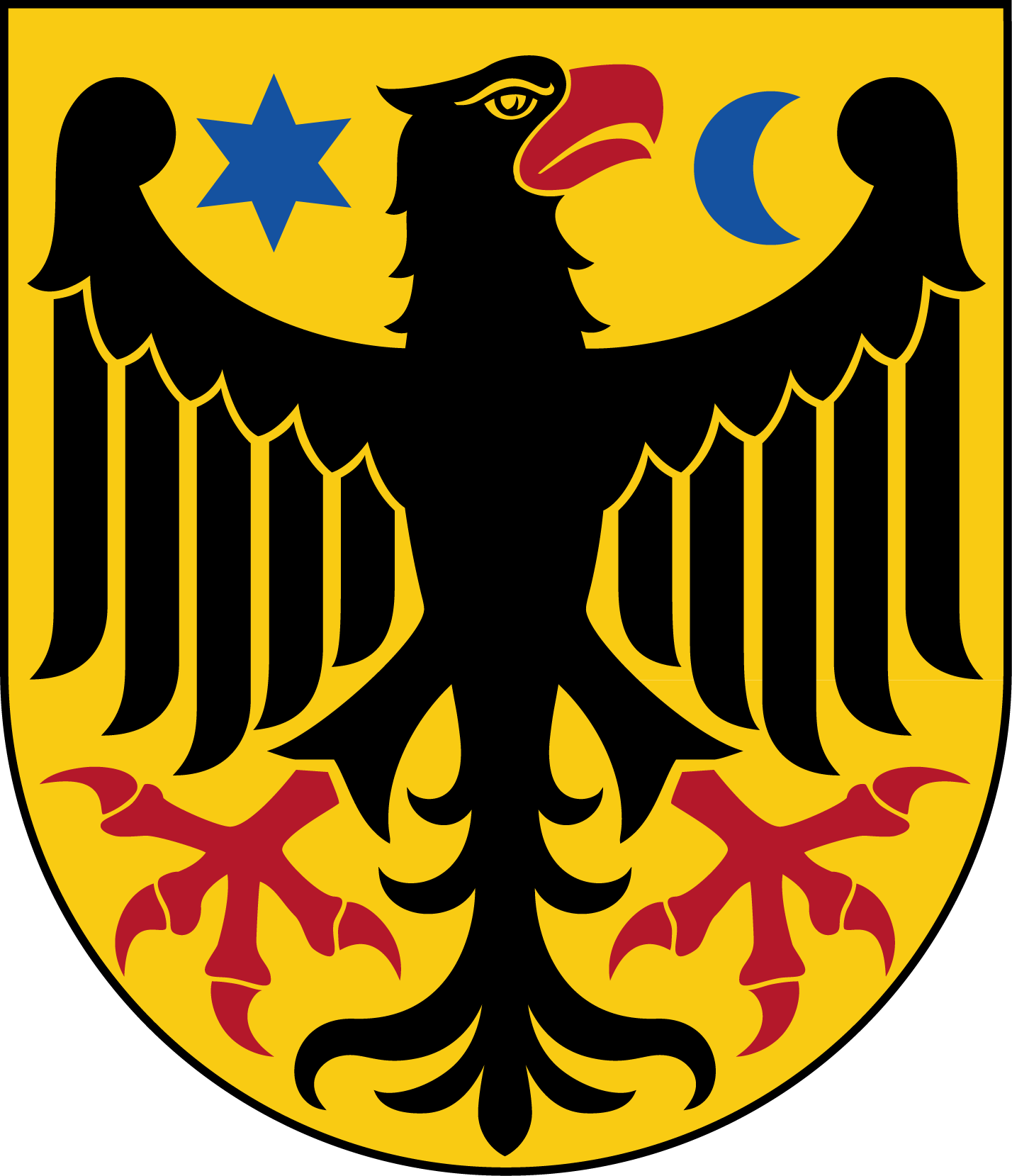
Örebros stadsvapen med en svart fläkt örn på gyllene fält.

En fläkt örn  är en heraldisk örn som framställs framvänd med åt båda sidor utspända vingar och klor. Den kallas dubbelörn när den dessutom har två huvuden och två halsar. Eftersom detta är det vanliga sättet att avbilda örnar anges det inte särskilt i vapenbeskrivningar att örnar är fläkta. Örnen är en vanlig symbol för kejserlig makt, i Östeuropa ofta i form av en dubbelörn. Enkelhövdade örnar förekommer i Polens, Rumäniens, Tjeckiens och Tysklands statsvapen. Flera statsvapen använder dessutom fläkta örnar som sköldhållare. 
Den möjligen första dokumentationen av att en heraldisk fläkt örn använts i Sverige kan vara i Joar Johanssons (ibland påstått identisk med riddaren Joar Blå) sigill (1222-30), där en möjlig örn försedd med ovanför vingarna uppskjutande framben, varför den ibland förväxlats med en heraldisk så kallad lejonörn. I en del källor uppges huvudet istället vara en grip, men det anses att huvudet såväl som hela kroppen har dock typisk örnform.  Senare förde Birger Filipsson av Aspenäsätten (avrättad 1280) en liknande fläkt örn, medan resten av medlemmarna i hans ätt förde en lejonörn. Fläkt örn förs, eller har förts, även av bland annat de svenska ätterna Klöfverfelt (en halv fläkt örn) och Örnsparre (en halv fläkt örn).
I Sverige förekommer fläkta örnar också redan år 1331 i Örebros stadsvapen och i bland annat Värmlands landskapsvapen, Arboga kommun och i sockenvapen som Undersviks socken, liksom av organisationer som Svarta Örns Orden (ordenssällskap).
Under Gustav II Adolf användes en fläkt örn på svenska mynt från Arboga.

## Galleri med vapensköldar

Tysklands statsvapen
Rumäniens statsvapen
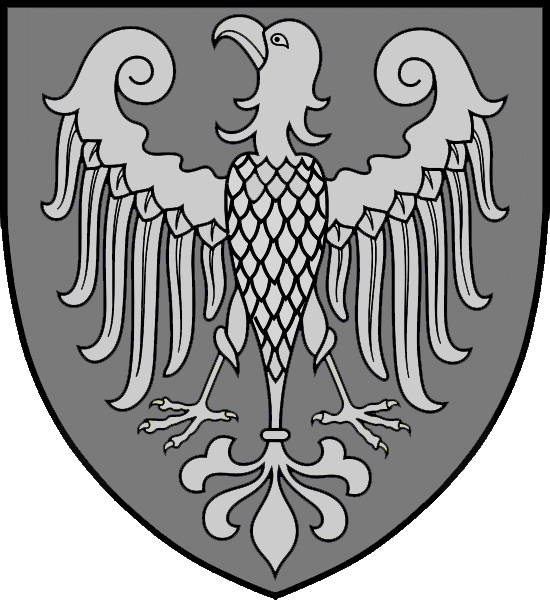
Birger Filipsson (Aspenäsätten)s vapen
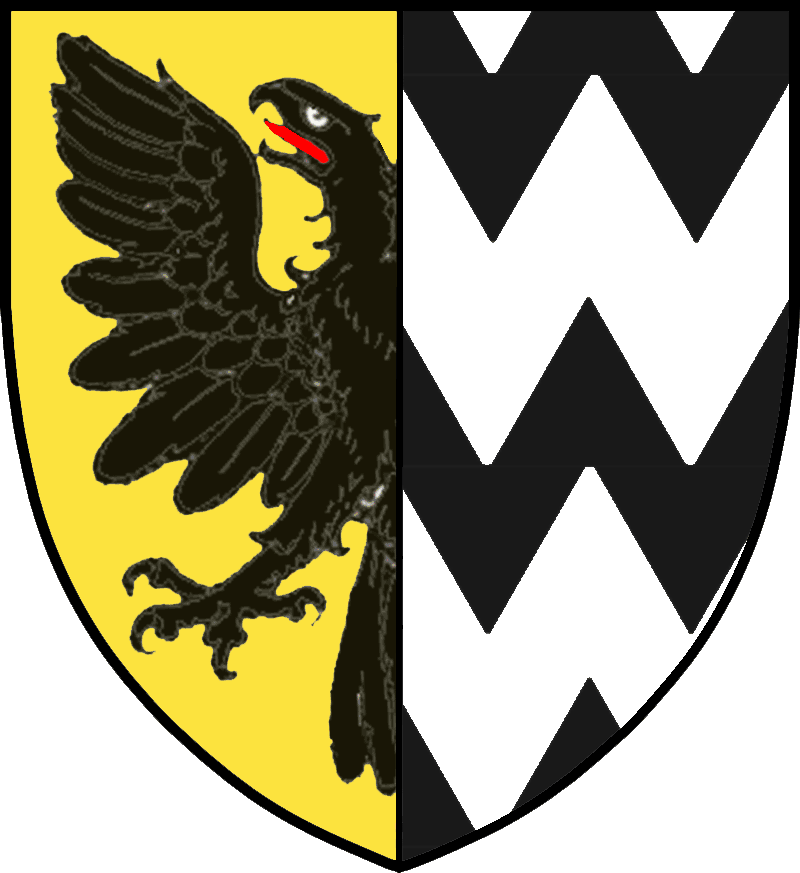
Vapensköld förd av Filip Ingevaldsson (Örnsparre)
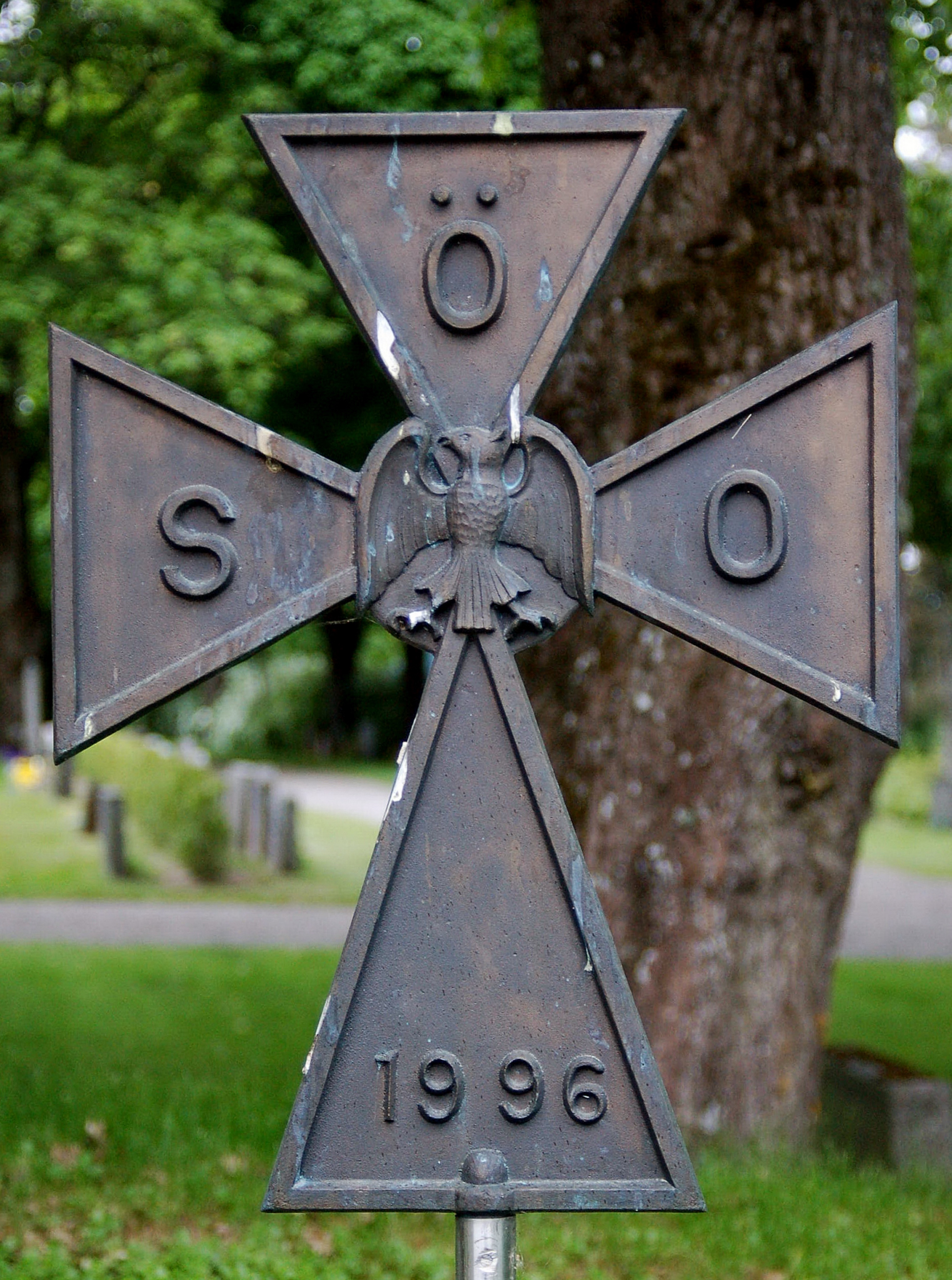
Svarta Örns Orden (ordenssällskap)
Arboga kommuns heraldiska vapen